# Amnestie
Eine Amnestie (von altgriechisch ἀμνηστία amnēstía, deutsch ‚Vergessen [des erlittenen Unrechts]‘; auch Abolition von lateinisch abolitio ‚Vergehenmachen, Abschaffen, Aufheben‘) ist ein vollständig oder zu Teilen erfolgter Straferlass oder eine Strafmilderung für eine Vielzahl von Fällen. Eine Amnestie beseitigt weder das Urteil noch die Schuld des Straftäters. Im Gegensatz zur Begnadigung wirkt die Amnestie über Einzelfälle hinaus für ganze Tätergruppen.

## Abgrenzungen
Im engeren Sinne bezieht sich der Begriff Amnestie auf das Strafrecht. Ein Verzicht auf öffentlich-rechtliche Forderungen (z. B. auf Steuer(nach)zahlungen) wird üblicherweise nicht darunter subsumiert. Das Gleiche gilt für den Erlass privatrechtlicher Forderungen.
Auch Kronzeugenregelungen werden üblicherweise nicht unter dem Begriff der Amnestie diskutiert.
In Einzelfällen wurde nicht eine Strafmilderung, sondern lediglich eine zeitliche Verzögerung des Eintritts der Strafe beschlossen. Ob dies unter den Begriff einer Amnestie fällt, ist umstritten.
Abgrenzungsprobleme ergeben sich auch zu amnestieähnlichen Regelungen der Exekutive. In vielen Ländern, so auch in Deutschland und Österreich, werden beispielsweise Entlassungen von Gefangenen, die auf die nachweihnachtliche Zeit fallen, auf die Zeit vor Weihnachten vorgezogen, um eine Feier der Entlassenen mit der Familie zu ermöglichen, dies wird Weihnachtsamnestie genannt.
Eine Mischform stellt die Grâce amnistiante („Gnadenamnestie“) dar. Hierbei handelt es sich um eine auf Gesetz basierende Gnadenregelung. Gesetzlich sind jedoch lediglich die amnestiefähigen Handlungen definiert. Die Entscheidung über den Strafverzicht im Einzelfall trifft jedoch ein anderes Staatsorgan. Dies ist in Frankreich beispielsweise der Staatspräsident.
Ein anderer Grenzfall sind bedingte Amnestieregelungen und Amnestien unter Gremienvorbehalt. So regelte das Amnestiegesetz in Südafrika nach dem Ende der Apartheid, dass die Amnestie im Einzelfall vorbehaltlich eines positiven Votums der Wahrheitskommission erfolgen sollte.
Ist die Zahl der von der Amnestie Begünstigten klein, so liegt ein Grenzfall zur Begnadigung vor.
Im Rahmen der Schiedsgerichtsbarkeit unterwerfen sich Streitparteien vielfach Schiedsgerichten (z. B. in Sportverbänden, Vereinen, Parteien). Eine Aufhebung von Sanktionen für Personengruppen, die im Rahmen solcher Schiedsverfahren verordnet wurden, werden lediglich umgangssprachlich als Amnestie bezeichnet. Ein Beispiel wäre eine „Amnestie“ von Dopingsündern durch einen Sportverband.
Als Kalte Amnestie wird (überwiegend pejorativ und meist im Zusammenhang mit der Aufarbeitung der NS-Verbrechen) eine Verkürzung der Verfolgungsverjährung bezeichnet (siehe Verjährungsskandal).

## Unterscheidungen
Eine Amnestie kann für alle Straftaten und Straftäter gelten (Generalamnestie, veraltet Generalpardon) oder auf bestimmte Tätergruppen oder Taten beschränkt sein. Im zweiten Fall spricht man von einer Spezialamnestie. Der Übergang der Begriffe ineinander und der der Spezialamnestie zur Begnadigung ist dabei fließend. Die Amnestie kann sich auf verurteilte Täter oder auf Personen mit laufenden Ermittlungs- oder Strafverfahren (Verfahrensamnestie) beziehen. Als Bewährungsamnestie wird eine Amnestieform bezeichnet, bei der die Strafen nicht ausgesetzt, sondern in Bewährungsstrafen umgewandelt werden. Die Amnestie kann politisch motiviert sein (z. B. sich auf politisch motivierte Straftaten beziehen) oder aus unpolitischen Motiven resultieren. Sie kann einmalig sein oder in regelmäßigen Abständen wiederholt werden. Ein Beispiel für regelmäßig wiederkehrende Amnestien sind die sogenannten „Septennatsamnestien“. Hierbei handelt es sich um traditionelle Amnestiegesetze, die in Frankreich bisher immer bei der Wahl des Staatspräsidenten erlassen wurden. Die Amnestie kann unbedingt oder an Bedingungen geknüpft sein. Vielfach werden Amnestien beispielsweise an die Strafhöhe gebunden, so dass nur geringere Straftaten amnestiert werden. Die Voraussetzung kann auch an die Person gebunden sein. So kann vorgeschrieben werden, dass nur diejenigen von der Amnestie profitieren, die ein förmliches Gnadengesuch stellen. Insbesondere bei Amnestieankündigungen wird vielfach ein Mitwirken des Täters (Selbstanzeige bei Steuervergehen, sich Stellen bei Deserteuren oder Ähnliches) verlangt.
Eine Unterscheidung ist nach dem Regelungsgeber möglich. Die Amnestie kann innerstaatlich oder im Rahmen eines zwischenstaatlichen Abkommens geregelt werden. In einem föderalistischen Staat kann die Amnestie auf Ebene des Bundes oder eines Teilstaates erfolgen. Die Amnestie kann vom Staatsoberhaupt eines Landes oder dessen Parlament verfügt werden.
Inhaltlich lassen sich die folgenden Typen von Amnestieregelungen unterscheiden.

### Zwischenstaatliche Friedens-Amnestie
Eine zwischenstaatliche Friedens-Amnestie wird häufig nach bewaffneten Konflikten erlassen, um entweder eine Straflosigkeit zu erreichen oder einen angestrebten Aussöhnungsprozess zu begünstigen. Sie zeichnet sich oft durch einen erheblich inklusionistisch formulierten Erlass aus, der alle Taten innerhalb einer Zeit oder bis zu einer gewissen Schwere miteinbezieht. Vielfach sind in Waffenstillstands- oder Friedensverträgen diese Amnestieregelungen enthalten, die den Kriegsteilnehmer und die Parteigänger der Kriegsparteien strafrechtlicher Verfolgung entziehen sollen.
Diese Form der Amnestie war historisch vielfach dahingehend eingeschränkt, dass Spione, Verräter und Deserteure von ihr ausgenommen wurden. Seit dem 20. Jahrhundert werden vielfach Kriegsverbrechen und Verbrechen gegen die Menschlichkeit ausgenommen.

### Befriedungsamnestie
Nach inneren Konflikten in Staaten werden vielfach Amnestien zur Befriedung angeordnet. Dies gilt insbesondere für Bürgerkriege. Ein Beispiel ist das Patent für das Herzogthum Schleswig, betreff die Amnestie vom 10. Mai 1851, mit dem der dänische König Friedrich VII. den meisten Teilnehmern der Schleswig-Holsteinischen Erhebung eine Amnestie anbot.
Vielfach sind von solchen Amnestien hauptsächlich politische Straftaten betroffen. So erließ Preußen beispielsweise 1848 nach der Märzrevolution eine Amnestie für alle, „die wegen politischer oder durch die Presse verübter Vergehen und Verbrechen angeklagt oder verurteilt worden sind“.

### Konsolidierungs-Amnestie
Bei kleineren Unruhen oder gesellschaftlichen Veränderungen kommen Amnestieregelungen vor, die der Erhöhung der Akzeptanz der Regierung dienen sollen.
Beispielhaft erfolgte die Amnestie in der DDR 1960 mit dem Ziel, die innenpolitischen Spannungen zu mildern. Nach dem Volksaufstand des 17. Juni 1953 hatte das Regime seine Macht durch eine massive Welle der Repression gesichert. In der Folge war die Zahl der aus politischen Gründen strafrechtlich verfolgten Bürger massiv gestiegen. Mit der Amnestie wurde die exorbitante Zahl der strafrechtlich verfolgten Gegner des Regimes gemildert. Betroffen waren 16.000 Verurteilte und 70.000 Bürger, gegen die ermittelt wurden.
Auch die Amnestie in der DDR vom 28./29. Oktober 1989 sollte den Reformdruck auf die SED mindern.
In der Bundesrepublik Deutschland hatte das Straffreiheitsgesetz 1970 Amnestiecharakter. Amnestiert wurden nicht nur Taten, die mit dem Gesetz entkriminalisiert wurden, sondern auch andere Straftaten, die im Zuge der Studentenbewegung erfolgten.

### Umbruch-Amnestie
In Zeiten politischer Umbrüche in Revolutionen werden üblicherweise durch die neuen Machthaber Amnestien verkündet. So erfolgte zum Beispiel nach der Novemberrevolution mit Ziffer 6 des Aufrufs „an das Deutsche Volk“ des „Rates der Volksbeauftragten“ vom 12. November 1918 eine „Revolutions-Amnestie“: „Für alle politischen Straftaten wird Amnestie gewährt. Die wegen solcher Straftaten anhängigen Verfahren werden niedergeschlagen.“
Es ist dabei gleich, ob es sich um einen Wechsel zur Demokratie oder zur Diktatur handelt. So erließen die Nationalsozialisten nach der Machtergreifung die Amnestie vom 21. März 1933. Amnestiert wurden gemäß § 1 „Straftaten, die im Kampf für die nationale Erhebung des Deutschen Volkes, zu ihrer Vorbereitung oder im Kampf für die deutsche Scholle begangen“ worden waren. Für die Beamten wurde am 23. Juni 1933 das Gesetz über die Aufhebung der im Kampf für die nationale Erhebung erlittenen Dienststrafen und sonstigen Maßregelungen erlassen.

### Notamnestie
Eine „Notamnestie“ ist eine Amnestie als Reaktion auf eine wirtschaftliche Krise und die damit zusammenhängende Zunahme der Kriminalität.
Beispiele sind die Holzdiebstähle und Forstfrevel betreffende Amnestie in Preußen 1848 oder die sich auf Forst-, Jagd-, Fischerei- und Feldstrafen beziehende Amnestie im Großherzogtum Hessen.
Nach dem Zweiten Weltkrieg hatten die Änderungen des StFG 1949 und 1954 die Wirkung einer Notamnestie. Amnestiert wurden kleinere Taten, die begangen wurden, „weil sich der Täter infolge der Kriegs- oder Nachkriegszeit in einer unverschuldeten Notlage befunden hat oder weil er einer solchen Notlage anderer abhelfen wollte“.

### Ressourcen-Amnestie
Ein völlig anderer Typ von Amnestie ist dem Mangel an Ressourcen geschuldet und insbesondere in Kriegszeiten üblich. Um den Mangel an Soldaten zu beheben, wurden Amnestien verkündet, die an die Bedingung geknüpft waren, sich als Soldaten bereitzustellen. Beispiele finden sich bereits in der Antike. 480 vor Christus bot Athen eine Amnestie der ostrakisierten Adligen an. Ihre Verbannung würde aufgehoben, wenn sie sich am Krieg gegen die Perser beteiligten.
Eine derartige Mobilmachungs-Amnestie wurde auch in Deutschland beim Ausbruch des Ersten Weltkriegs beschlossen. Bei einer „freiwilligen“ Kriegsteilnahme wurden kriegsdiensttaugliche Straftäter amnestiert.
Auch das Gegenstück, eine De-Mobilisierungs-Amnestie, ist historisch verbürgt. So regelte das „General-Pardon“ des preußischen Königs vom 12. April 1813 eine Amnestie für alle preußischen Untertanen, die in französisch besetzten Gebieten waren, wenn sie sich binnen zwei Wochen nach Preußen begeben.
Seit dem 20. Jahrhundert sind Fiskalamnestien bekannt, also Amnestien, die unter der Voraussetzung greifen, dass Steuern erklärt und nachgezahlt werden (siehe Gesetz zur Förderung der Steuerehrlichkeit).

### Privilegierungs-Amnestie
Eine „Jubelamnestie“ erfolgt aus Anlass eines besonderen Ereignisses wie Gedenktagen.
Beispiele sind die Amnestien anlässlich des Geburtstags des Kaisers im deutschen Kaiserreich oder die „Rheinlandamnestie“ 1936 aus Anlass der Rheinlandbesetzung.
In der DDR wurden fünf „Jubelamnestien“ erlassen. Der Staatsrat der DDR veranlasste zum 23. Jahrestag der Staatsgründung am 7. Oktober 1972 die Entlassung von mehr als 30.000 Gefangenen (sowohl politische Häftlinge als auch wegen Kriminaldelikten Gefangene). Durch die Amnestie zum 38. Jahrestag der DDR 1987 sank die Belegung der Haftanstalten um mehr als 80 %, von 32.500 Gefangenen auf 5.300 Gefangene.

#### Begünstigungsamnestie
Eine Form einer Privilegierungs-Amnestie ist eine Begünstigungsamnestie. Hier amnestiert sich eine Diktatur selbst bezüglich der von ihr begangenen Verbrechen.
In El Salvador erließ 1993 das Parlament infolge des Bürgerkriegs (1980–1992) eine Generalamnestie für alle vor 1992 begangenen Kriegsverbrechen. International war die Amnestie stark umstritten. Fünf Tage vor dem Erlass hatten viele Ermittlungskommissionen, darunter die Comisión de la Verdad para El Salvador, ihre Ergebnisse veröffentlicht. Letztere hatte eine Liste von 13.569 Fällen teilweise schwerer Kriegsverbrechen und Menschenrechtsverletzungen angelegt. Die Straffreiheit führte zu extremen innenpolitischen Spannungen, die längere Zeit anhielten.
Ähnliche Problematiken bestehen in vielen lateinamerikanischen Ländern. Dort wurden in den 1970er und 1980er Jahren die meisten Länder längere Zeit von politisch rechtsgerichteten Militärdiktaturen regiert. Diese unterdrückten fast durchweg mit Gewalt die Opposition. Ein verbreitetes Mittel dazu war die heimliche Entführung (Verschwindenlassen) von missliebigen Personen durch anonym bleibende Mitglieder von Sicherheitskräften. Die Opfer wurden während der Haft in Geheimgefängnissen meist gefoltert und erniedrigt und in sehr vielen Fällen anschließend ermordet (siehe Desaparecidos). Allein während der Militärdiktatur in Argentinien von 1976 bis 1983 verschwanden auf diese Weise bis zu 30.000 Menschen spurlos. Nach dem Übergang der Staaten zur Demokratie, meist in den 1980er und 1990er Jahren, wurde die Strafverfolgung solcher Verbrechen in vielen Ländern durch generelle Amnestiegesetze für die Täter verhindert (z. B. durch Pinochets Amnestiegesetz „No. 2.191“ vom 18. April 1978). Diese wurden in den letzten Jahren jedoch in mehreren Ländern rückwirkend aufgehoben, so dass zahlreiche ehemalige Diktatoren und Folterer mittlerweile bestraft wurden oder noch vor Gericht stehen.

### Korrektur-Amnestie
Eine Amnestie kann dazu verwendet werden, die Strafrechtspflege den gewandelten Verhältnissen anzupassen. So geschah dies in Südafrika und in Argentinien nach dem Niedergang der Diktaturen.
Zur Rechtskorrektur kann eine Amnestie zur Anpassung der geltenden Gesetzeslage (Abschaffung oder Abmilderung der Strafbarkeit bestimmter Delikte) dienen. Eine derartige „Reformamnestie“ war das „Gesetz zum teilweisen Straferlass“ von 28. September 1990 anlässlich der Übernahme des bundesdeutschen Strafrechtes in der ehemaligen DDR. Bei einer Rehabilitierungsamnestie geht es um die pauschale Rehabilitierung und gleichzeitige Strafbefreiung.
Keine Amnestien im engeren Sinne sind „Unrechtsbereinigungsgesetze“, mit denen Strafnormen rückwirkend aufgehoben werden, da sie nun als Unrecht bewertet werden. Mit diesen entfällt die Strafbarkeit, die Wirkung ist daher einer Amnestie gleich. Beispiele sind das Rehabilitationsgesetz der DDR vom 6. September 1990 oder das „erste Gesetz zur Bereinigung von SED-Unrecht (SED-UnberG)“ vom 29. Oktober 1992. In der Schweiz ist am 1. Januar 2004 das „Bundesgesetz über die Aufhebung von Strafurteilen gegen Flüchtlingshelfer zur Zeit des Nationalsozialismus“ in Kraft getreten. In ihrem Schlussbericht vom 29. Februar 2012 berichtete die Rehabilitierungskommission der Bundesversammlung über 137 Aufhebungen entsprechender Strafurteile.

### Jugendamnestie
Als Jugendamnestie wird eine Amnestie bezeichnet, die nach dem Ende des Zweiten Weltkrieges und dem Zusammenbruch des nationalsozialistischen Staates in den Westzonen diejenigen betraf, welche nach dem 1. Januar 1919 geboren worden waren.
Für die Angehörigen der betreffenden Jahrgänge hatte ab dem Jahr 1946 eine ausschließlich nominelle Zugehörigkeit zu NS-Organisationen keine negativen Folgen mehr, wenn sich diese beispielsweise um einen Studienplatz an einer Universität bewarben.

## Konflikte
Amnestieregelungen stehen (in Abhängigkeit von ihrer Ausgestaltung) im Konflikt mit einer Reihe von Prinzipien.

### Gerechtigkeit und Gleichheitsprinzip
Eine Amnestie behandelt Personen, die ihre Strafe bereits verbüßt haben, unterschiedlich zu denen, die in den Genuss der Amnestie kommen. Diese Verletzung des Gleichheitsprinzips ist der Amnestie immanent. Auch wird dadurch vielfach das Gerechtigkeitsempfinden der Bevölkerung verletzt. Der Volksmund formuliert diesen Fall als „Gnade vor Recht“.
Die Amnestien in der Bundesrepublik Deutschland 1949 und 1954 widersprachen zum Beispiel deutlich dem Grundsatz der Entnazifizierung und stellten die politische Befriedung über den Rechtsfrieden. Viele der Amnestierten waren NS-Belastete.

### Anreiz für künftige Straftaten
Amnestien dürfen sich nicht auf Straftaten beziehen, die erst in der Zukunft erfolgen, um die Strafbarkeitsnorm nicht unwirksam zu machen und damit dem Täter eine „Blanko-Vollmacht“ für künftige Straftaten zu geben. Der Konflikt ergibt sich auch aus wiederkehrenden Amnestien. So ist in Frankreich eine Zunahme von Straßenverkehrsvergehen vor Präsidentenwahlen zu verzeichnen. Die Bürger vertrauen darauf, dass die Strafzettel dann unter die Amnestie fallen.

## Situation in einzelnen Ländern

### Situation in Deutschland
zu 1951 siehe u. a.: Nachkriegsgeschichte der Gestapo.

#### Bundesrecht
Eine Amnestie bedarf eines Parlamentsgesetzes. Die Gesetzgebungskompetenz des Bundes folgt aus der konkurrierenden Gesetzgebungszuständigkeit auf dem Gebiet des Strafverfahrens und des Strafvollzugs (Art. 74 Ziff. 1 GG). Der Bundespräsident hat ein Begnadigungsrecht im Einzelfall (Art. 60 Abs. 2 GG).

#### Landesrecht
Einige Landesverfassungen enthalten einen Gesetzesvorbehalt für Amnestien. Dies gilt für Art. 52 Abs. 2 Verfassung des Landes Baden-Württemberg, Art. 121 Abs. 3 Landesverfassung der Freien Hansestadt Bremen, Art. 44 Abs. 2 Verfassung der Freien und Hansestadt Hamburg, Art. 36 Abs. 2 Niedersächsische Verfassung, Art. 59 Abs. 2 Verfassung für das Land Nordrhein-Westfalen, Art. 103 Abs. 2 Verfassung für Rheinland-Pfalz und Art. 39 Abs. 2 Verfassung des Landes Schleswig-Holstein. Da die konkurrierende Gesetzgebungszuständigkeit beim Bund liegt, ist die praktische Bedeutung dieser Regelungen gering.

### Situation in der Schweiz
Amnestien liegen für das gesamte Bundesstrafrecht in der Kompetenz des Bundes (Art. 384 StGB). Zuständig ist die Bundesversammlung, welche über ein Amnestiebegehren in getrennter Beratung von Nationalrat und Ständerat entscheidet, anders als über Begnadigungsgesuche, über welche die Vereinigte Bundesversammlung in gemeinsamer Beratung beider Räte abstimmt (Art. 173 Abs. 1 Bst. k BV, Art. 156 BV, Art. 157 Abs. 1 Bst. c BV). Im 19. Jahrhundert haben die Eidgenössischen Räte dreimal, im 20. Jahrhundert nur einmal (im Jahre 1955) eine Amnestie gewährt; vierzehn Amnestiebegehren wurden abgelehnt. Zu unterscheiden von der strafrechtlichen Amnestie ist die Steueramnestie, bei der nicht bloss auf eine Strafe, sondern auch nachträglich auf den Einzug von Steuern verzichtet wird. Steueramnestien bedürfen einer Gesetzesänderung oder wegen des damit verbundenen Eingriffs in die Zuständigkeit der Kantone sogar einer Verfassungsrevision. Strafrechtliche Amnestien wurden demgegenüber bisher in der Form des einfachen Bundesbeschlusses beschlossen und also nicht dem fakultativen Referendum unterstellt. Gemäß dem heutigen Rechtsverständnis wäre zu prüfen, ob sie nicht auch in Form eines Bundesgesetzes beschlossen werden müssten.

## Beispiele
Reichspräsident Paul von Hindenburg erließ 1925, 1928, 1932 und 1934 Generalamnestien (die sogenannten Hindenburg-Amnestien). Die erste war die umfangreichste. Sie erleichterte das Aufkommen des Nationalsozialismus und der NSDAP. So konnte Hermann Göring infolge dieser Amnestie nach Deutschland zurückkehren.
1990 wurden verschiedene Amnestiearten für in der DDR einsitzende Häftlinge diskutiert.
Während der kubanischen Revolution musste aufgrund von Massendemonstrationen eine Generalamnestie für Fidel Castro, Che Guevara und weitere politische Gefangene erlassen werden.
Bei einem Aufstand der Inhaftierten des Attica-Correctional-Facility-Gefängnisses in den USA im Jahre 1971 stellten die Gefangenen unter Geiseln mehrere Forderungen, darunter bessere Haftbedingungen und Amnestie aller Gefangenen. Nachdem aber einem bei der Eroberung des Gefängnisses überwältigten Beamten ein doppelter Schädelbruch zugefügt wurde und dieser im Krankenhaus seinen Verletzungen erlag, forderten sie eine Generalamnestie.
Seit 2009 kennt die Schweiz die sogenannte Steueramnestie. Sie ermöglicht jedem, der in der Schweiz Steuern hinterzogen hat, einmal im Leben eine straffreie Selbstanzeige; die Steuern müssen dann rückwirkend auf maximal zehn Jahre verzinst nachbezahlt werden.